# Palmacorixa janeae
Palmacorixa janeae är en insektsart som beskrevs av Brooks 1959. Palmacorixa janeae ingår i släktet Palmacorixa och familjen buksimmare. Inga underarter finns listade i Catalogue of Life.